# Sean Bergin
Sean Bergin (29 de junio de 1948 - 1 de septiembre de 2012) fue de saxofonista y flautista de avant-garde jazz originario de Sudáfrica.
Bergin nació en Durban el 29 de junio de 1948. Era saxofonista, flautista, compositor, director de orquesta y pedagogo.
Trabajó con Mal Waldron, Louis Moholo, Boi Akih y Miriam Makeba. Ganó el premio VPRO / Boy Edgar en 2000.

## Discografía
- Kids Mysteries (Nimbus Records)
- Live at the BIMhouse (BV Haast)
- Copy Cat (BV Haast)
- MOB Mobiel (Data Records)
- Nansika (Data Records)
- Song Mob: Fat Fish (Data Records)